# Catherine Deschamps
Pour les articles homonymes, voir Deschamps.
Catherine Deschamps, née le 7 juillet 1969 à Bar-le-Duc, est une sociologue et anthropologue contemporaine.

## Parcours
Après une maîtrise d'histoire moderne sur les maladies vénériennes au XIXe siècle soutenue à l'Université Paris IV Sorbonne, elle a rejoint le laboratoire d'anthropologie sociale de l'EHESS pour y préparer une thèse sur la bisexualité, soutenue en décembre 1999. Elle a travaillé de 2001 à 2005 sur la prostitution de rue. Depuis 2008, ses terrains portent sur l'espace urbain et l'expression du désir de la part de femmes hétérosexuelles, également sur les temporalités des espaces parisiens.
Entre 2006 et 2008, Deschamps a été chercheuse à l'université libre de Bruxelles. À partir de 2004, elle enseigne la sociologie et l'anthropologie urbaines en écoles nationales supérieures d'architecture (Ensa), d'abord à l'Ensa de Paris-Val de Seine où elle devient maître de conférences en 2010, puis à l'Ensa de Nancy où elle devient professeure d'anthropologie en 2019. Elle dirige avec Karine Thilleul le Laboratoire d'histoire de l'architecture contemporaine à l'Ensa de Nancy de 2021 à 2023. En septembre 2023, elle rejoint l'Ensa de Paris-La Villette et le laboratoire architecture anthropologie. Elle est également chercheuse associée au Sophiapol/Lasco de l'Université Paris-Nanterre et à Evcau (Ensa Paris-Val de Seine et Université de Paris).
Deschamps a obtenu son habilitation à diriger des recherches en 2012. Depuis 2022, elle est directrice de publication du Journal des anthropologues et présidente de l'association française d'anthropologie.
Elle a écrit plusieurs ouvrages et de nombreux articles sur la bisexualité, la prostitution, le féminisme et le genre. Elle publie aussi des nouvelles, notamment sur des images de Jean-Marie Vivès.
Elle est co-fondatrice de l'association Bi'Cause,.

## Ouvrages
- Leçons de portraits, dir. avec Laetitia Overney et Bruno Proth, dossier Journal des anthropologues, numéro 174-175, 2023.
- Esplaces. Espace et lieux en partage, dir. avec Barbara Morovich, L'Harmattan, coll. Anthropologie critique, 2021, 277 p.
- Dettes de sexe ?, dir. avec Christophe Broqua, Philippe Combessie et Vincent Rubio, dossier Journal des anthropologues, numéro 156-157, 2019, 237 p. de dossier.
- L'Échange économico-sexuel, dir. avec Christophe Broqua (avec la collaboration de Cynthia Kraus), EHESS, coll. « Cas de figure », 2014, 418 p.
- Le Nœud architectural, dir. avec Bruno Proth, dossier, Journal des anthropologues, no 134-135, 2013, 312 p.
- Le Miroir bisexuel, Balland, coll. « Le Rayon », 2002, 299 p. (ISBN 978-2-7158-1391-5)
- Femmes publiques : les féminismes à l'épreuve de la prostitution, avec Anne Souyris, Amsterdam, coll. « Démocritique », 2009, 187 p.
- Le sexe et l'argent des trottoirs, Paris, Hachette Littératures, coll. « Les Docs », 2006, 238 p. (ISBN 2-01-235854-3)
- Catherine Deschamps, Laurent Gaissad et Christelle Taraud, Hétéros : discours, lieux, pratiques, Paris, EPEL, 2009, 222 p. (ISBN 978-2-35427-004-9 et 2-35427-004-6)
- Contes cruels (nouvelles illustrées par Jean-Marie Vivès), 2015

### Chapitres
- « L'arrête de l'image » (nouvelle, sur une image de Jean-Marie Vivès), dans Terra Incognita, Artbook, 2002
- « La mélopée funeste » (nouvelle), dans Traverses, 2007 (ISBN 978-2-9530266-0-3-0) édité erroné (BNF 41160866)